# Championnat d'Uruguay de football 1916
Navigation
Édition précédente Édition suivante
| \| Montevideo: · Central · Peñarol · Nacional · Wanderers · River Plate · Reformers · Defensor · Dublin Montevideo Universal \| Localisation des clubs engagés dans le championnat. |
| Montevideo: · Central · Peñarol · Nacional · Wanderers · River Plate · Reformers · Defensor · Dublin Montevideo Universal                                                           |

La 16e édition du championnat d'Uruguay de football est remportée par le Club Nacional de Football. C’est le cinquième titre de champion du club, le deuxième consécutif. Le Nacional l’emporte avec 16 points d’avance sur le Club Atlético Peñarol. Montevideo Wanderers complète le podium. 
Avec la relégation de Bristol Football Club et du Club Atlético Independencia et la seule promotion du Dublin Football Club, le championnat passe de 10 à 9 équipes. Le Nacional écrase le championnat en ne perdant aucun match et en terminant avec 16 points d’avance sur son dauphin.

## Les clubs de l'édition 1916
| Club                             | Stade         | Capacité | Ville            |
| -------------------------------- | ------------- | -------- | ---------------- |
| Central Español Fútbol Club      | -             | -        | Montevideo       |
| Defensor Sporting Club           | -             | -        | Montevideo       |
| Dublin Football Club             | -             | -        | Montevideo       |
| Montevideo Wanderers Fútbol Club | -             | -        | Montevideo       |
| Club Nacional de Football        | -             | -        | Montevideo       |
| Club Atlético Peñarol            | Villa Peñarol | -        | Montevideo       |
| Reformers Football Club          | -             | -        | Montevideo       |
| River Plate Football Club        | -             | -        | Montevideo       |
| Universal Football Club          | -             | -        | San José de Mayo |

## Compétition

### Classement
Le classement est établi sur le barème de points suivant : victoire à 2 points, match nul à 1, défaite à 0.
| Rang | Équipe                      | Pts | J  | G  | N | P | Bp | Bc | Diff |
| ---- | --------------------------- | --- | -- | -- | - | - | -- | -- | ---- |
| 1    | Club Nacional de Football T | 30  | 16 | 14 | 2 | 0 | 28 | 5  | +23  |
| 2    | Club Atlético Peñarol       | 18  | 16 | 7  | 4 | 5 | 29 | 19 | +10  |
| 3    | Montevideo Wanderers        | 17  | 16 | 7  | 3 | 6 | 13 | 20 | -7   |
| 4    | Central Español Fútbol Club | 15  | 16 | 6  | 3 | 7 | 16 | 17 | -1   |
| 5    | River Plate                 | 13  | 16 | 4  | 5 | 7 | 18 | 17 | +1   |
| 6    | Universal Football Club     | 13  | 16 | 3  | 7 | 6 | 16 | 19 | -3   |
| 7    | Dublin Football Club        | 13  | 16 | 4  | 5 | 7 | 13 | 17 | -4   |
| 8    | Defensor Sporting Club      | 13  | 16 | 4  | 5 | 7 | 10 | 17 | -7   |
| 9    | Reformers Football Club     | 12  | 16 | 5  | 2 | 9 | 10 | 22 | -12  |

| Légende : Qualifications et relégations | Légende : Qualifications et relégations |
| --------------------------------------- | --------------------------------------- |
|                                         | Champion d’Uruguay                      |
|                                         | Relégation en deuxième division         |
|                                         | T : Tenant du titre P : Promus          |

## Bilan de la saison
| Championnat d'Uruguay de football 1916                             |                                      |
| Champion                                                           | Club Nacional de Football (5e titre) |
| Promotions et relégations                                          |                                      |
| Promus en Primera División                                         | Charley Football Club                |
| Relégués en Championnat d'Uruguay de football de deuxième division | Aucun                                |